# Alexandria (Alabama)
Alexandria – jednostka osadnicza w Stanach Zjednoczonych, w stanie Alabama, w hrabstwie Calhoun.